# Kiwu
K I W U is een bestuurslaag in het regentschap Dompu van de provincie West-Nusa Tenggara, Indonesië. K I W U telt 1438 inwoners (volkstelling 2010).